# 弗朗西斯·塞耶斯泰德

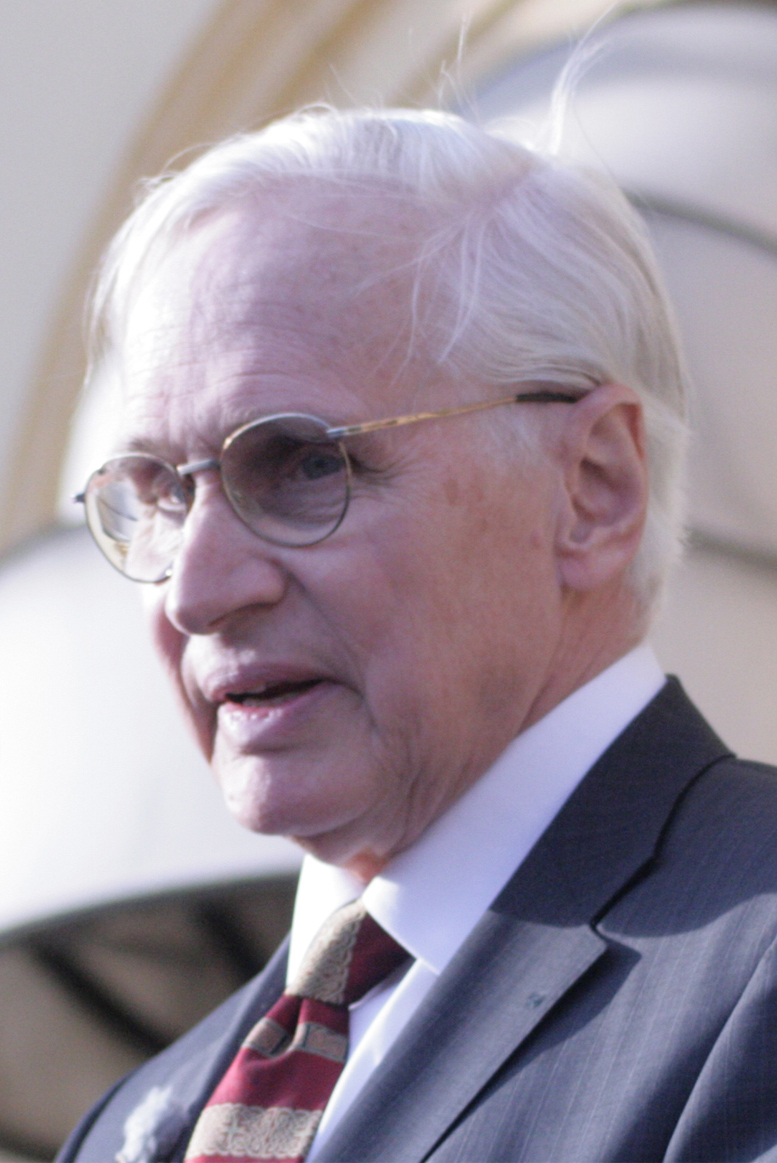
弗朗西斯·塞耶斯泰德

弗朗西斯·塞耶斯泰德（挪威語：Francis Sejersted，1936年2月8日—2015年8月25日），挪威历史教授，1991-1999年间任挪威诺贝尔委员会主席。